# Голякова
Голяко́ва (рос. Голякова) — присілок у складі Слободо-Туринського району Свердловської області. Входить до складу Усть-Ніцинського сільського поселення.
Населення — 145 осіб (2010, 214 у 2002).
Національний склад населення станом на 2002 рік: росіяни — 97 %.